# Höhere Technische Lehranstalt Bregenz

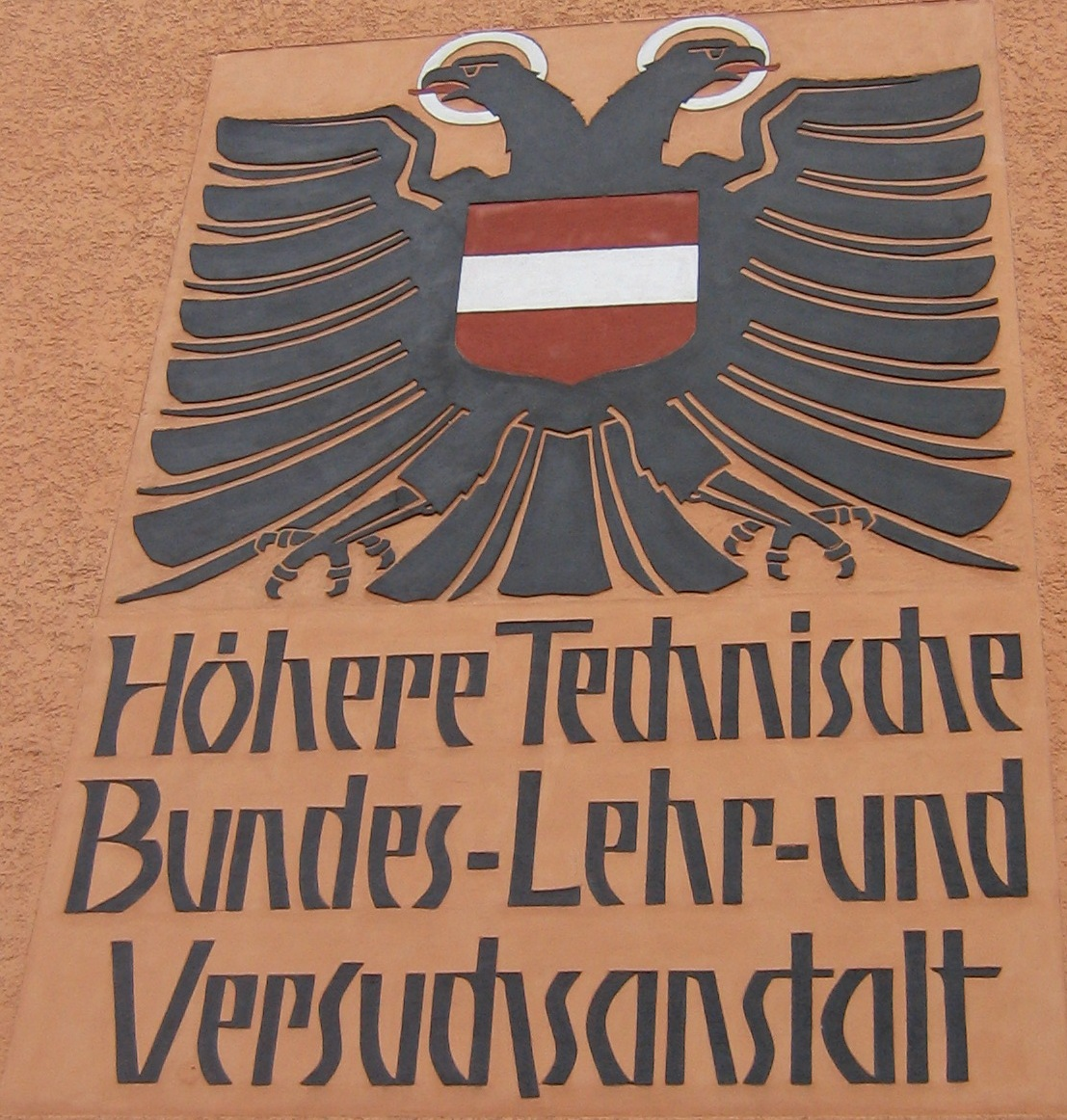
Der Doppeladler des Ständestaates befindet sich auf der Außenfassade des Haupttraktes

Die Höhere Technische Bundeslehr- und Versuchsanstalt Bregenz ist eine Höhere Technische Lehranstalt (kurz: HTL) in der Stadt Bregenz in Vorarlberg.

## Ausbildungsangebot
Die HTL Bregenz bietet zurzeit folgende Ausbildungsschwerpunkte:
- Höhere Abteilungen (5-jährig, Abschluss mit Matura):
  - „Elektrotechnik Plus“ mit Vertiefung in Erneuerbare Energien, Robotic, Elektromobilität und Smart Systems
  - „Maschinenbau Plus“
    - mit Vertiefung Fertigungsverfahren - Kunststoffe
    - mit Vertiefung Automatisierungstechnik
    - mit Vertiefung Umwelt- und Verfahrenstechnik

- Fachschule (4-jährig, Abschluss ohne Matura):
  - „Maschinenbau Plus“ mit Schwerpunkt Fertigungstechnik + Werkzeug- und Vorrichtungsbau

- Aufbaulehrgänge:
  - „Elektrotechnik Plus“
  - „Maschinenbau Plus“

- Kollegs:
  - „Elektrotechnik Plus“
  - „Maschinenbau Plus“

Die HTL-Bregenz verfügt über eine Versuchsanstalt in den Bereichen Maschinenbau und Kunststofftechnik.

## Architektur
Die Lehranstalt wurde von 1928 bis 1937 nach den Plänen der Architekten Rudolf Melichar, Karl Breuer und Oswald Tauber erbaut und steht unter Denkmalschutz. Der viergeschoßige Haupttrakt steht zur Reichsstraße, hat einen vorgesetzten flach gedeckten Eckturm und zeigt eine Klinkerfassade mit durchgehenden Fensterbändern. Im Vorgarten steht ein Hessenstein mit Inschrift zum Hessenregiment, welches von 1901 bis 1908 in Bregenz stand.
Die Schule erhielt von 1990 bis 1997 einen Erweiterungsbau nach den Plänen der Architekten Carlo Baumschlager, Dietmar Eberle und Norbert Schweitzer.

## Leitung
- 1908–1921 Hans Lochner
- 1921–1927 Franz Lukesch
- 1927–1932 Rudolf Melichar
- 1932–1934 Eugen Sohm, provisorisch
- 1934–1938 Franz Schrangl
- 1938–1939 Fritz Wagner, kommissarisch
- 1939–1940/1945 Franz Rieser
- 1940–1942 Peter Gneist, provisorisch
- 1942–1945 Emil Liebscher, provisorisch
- 1945–1952 Peter Gneist
- 1952–1953 Karl Fink, provisorisch
- 1954–1966 Oswald Tauber
- 1967 Friedrich Stelzl, provisorisch
- 1967–1974 Hugo Gehring
- 1974–1976 Herbert Ilg, provisorisch
- 1976–1987 Franz Auer
- 1987–1993 Lothar Breuer
- 1993 Karl Pridun, provisorisch
- 1993–2003 Paul Ulmer[6]
- 2003–2012 Gunter Berzler[7]
- 2012–2014 Johannes Mühlbacher, interimistisch[8]
- seit 2014 Claudia Vögel[9][10]